# Mack Bolan
Mack Bolan är en bokserie skapad av Don Pendleton, och som sedan den första boken utkom 1969 i USA, har utkommit med mer än 600 titlar. Den handlar om Mack Bolan, en f.d. amerikansk militär som sedan hans familj mördats av maffian, drar ut på ett eget blodigt korståg mot brottslingar i allmänhet och maffian i synnerhet. Förutom böcker har det kommit ut fyra seriealbum med Bolan.
Marvel Comics antihjälte Punisher är löst baserad på Mack Bolan.

## Bokserier med Mack Bolan
- Executioner
- SuperBolan
- Stony Man
- Able Team
- Phoenix Force